# Litsea exsudens
Litsea exsudens är en lagerväxtart som beskrevs av André Joseph Guillaume Henri Kostermans. Litsea exsudens ingår i släktet Litsea och familjen lagerväxter. Inga underarter finns listade i Catalogue of Life.